# Campionatul European de Handbal Feminin din 2014
Campionatul European de Handbal Feminin din 2014 a fost a 11-a ediție continentală a turneului organizat de Federația Europeană de Handbal pentru echipele naționale feminine. A fost a doua oară în istoria competiției când un campionat european a avut ca gazdă două țări, desfășurându-se în Ungaria și Croația, între 7 și 21 decembrie 2014.

## Selecția gazdelor
Inițial, au fost două aplicante pentru găzduirea campionatului, Slovenia și Turcia, niciuna dintre ele neavând experiența organizării competiției continentale. Totuși, ambele candidate și-au retras ulterior ofertele, de aceea țara gazdă nu a putut fi aleasă, așa cum fusese plănuit, la al 10-lea Congres Ordinar al EHF, desfășurat între 24 și 25 septembrie 2010.
De aceea, Federația Europeană de Handbal a relansat procesul de selectare a unei gazde. Ca urmare, șase federații (din Croația, Ungaria, Islanda, Slovacia, Suedia și Turcia) și-au anunțat interesul de a organiza campionatul. Până la expirarea termenului final de 28 ianuarie 2011, EHF a primit trei candidaturi oficiale din partea a patru federații naționale:
- Ungaria/Croația (candidatură comună)
- Slovacia
- Turcia

După o analiză riguroasă, mai întâi Slovacia a fost exclusă din cursă, deoarece nu îndeplinea criteriul strict pentru găzduirea unui Campionat European, acela de a avea minim patru săli în care să se poată desfășura meciurile. Comitetul Executiv al EHF a decis între cele două aspirante rămase, la întrunirea sa din 9 aprilie 2011, acordând dreptul de a găzdui a 11-a ediție a Campionatului European de Handbal Feminin Ungariei și Croației.
Pe data de 6 februarie 2013, EHF a anunțat că singurele echipe calificate direct sunt cele ale Ungariei și Croației, ca țări organizatoare ale evenimentului, în timp ce Muntenegru, câștigătoarea ediției precedente, va trebuie să treacă și ea prin faza calificărilor.

## Sălile
- Sala Sporturilor Papp László, Budapesta (12.500 de locuri) (Fazele eliminatorii)
- Sala Főnix, Debrecen (8.500 de locuri) (Grupa B, grupele principale)
- Audi Aréna, Győr (5.000 de locuri) (Grupa A)
- Arena Zagreb, Zagreb (15.200 de locuri) (Grupele principale)
- Arena Varaždin, Varaždin (5.200 de locuri) (Grupa C)
- Dvorana Gradski vrt, Osijek (3.538 de locuri) (Grupa D)

| Budapesta                                     | Debrecen                   | Győr                       | Zagreb                        | Varaždin                       | Osijek                              |
| Sala Sporturilor Papp László 12.500 de locuri | Sala Főnix 8.500 de locuri | Audi Aréna 5.000 de locuri | Arena Zagreb 15.200 de locuri | Arena Varaždin 5.200 de locuri | Dvorana Gradski vrt 3.538 de locuri |
|                                               |                            |                            |                               |                                |                                     |

## Calificările

### Echipe calificate
| Țara          | Calificate ca și       | Data obținerii calificării | Apariții anterioare în competiție1                              |
| ------------- | ---------------------- | -------------------------- | --------------------------------------------------------------- |
| Croația       | Țară gazdă             | 9 aprilie 2011             | 7 (1994, 1996, 2004, 2006, 2008, 2010, 2012)                    |
| Ungaria       | Țară gazdă             | 9 aprilie 2011             | 10 (1994, 1996, 1998, 2000, 2002, 2004, 2006, 2008, 2010, 2012) |
| Norvegia      | Locul 1 în Grupa a 6-a | 27 octombrie 2013          | 10 (1994, 1996, 1998, 2000, 2002, 2004, 2006, 2008, 2010, 2012) |
| Franța        | Locul 1 în Grupa a 2-a | 29 martie 2014             | 7 (2000, 2002, 2004, 2006, 2008, 2010, 2012)                    |
| Rusia         | Locul 2 în Grupa a 7-a | 29 martie 2014             | 10 (1994, 1996, 1998, 2000, 2002, 2004, 2006, 2008, 2010, 2012) |
| Muntenegru    | Locul 1 în Grupa a 3-a | 30 martie 2014             | 2 (2010, 2012)                                                  |
| Danemarca     | Locul 1 în Grupa 1     | 4 iunie 2014               | 10 (1994, 1996, 1998, 2000, 2002, 2004, 2006, 2008, 2010, 2012) |
| Germania      | Locul 1 în Grupa a 7-a | 11 iunie 2014              | 10 (1994, 1996, 1998, 2000, 2002, 2004, 2006, 2008, 2010, 2012) |
| Slovacia      | Locul 2 în Grupa a 2-a | 11 iunie 2014              | 1 (1994)                                                        |
| Spania        | Locul 1 în Grupa a 4-a | 11 iunie 2014              | 7 (1998, 2002, 2004, 2006, 2008, 2010, 2012)                    |
| Suedia        | Locul 1 în Grupa a 5-a | 11 iunie 2014              | 8 (1994, 1996, 2002, 2004, 2006, 2008, 2010, 2012)              |
| Țările de Jos | Locul 2 în Grupa a 4-a | 12 iunie 2014              | 4 (1998, 2002, 2006, 2010)                                      |
| Polonia       | Locul 2 în Grupa a 3-a | 14 iunie 2014              | 3 (1996, 1998, 2002, 2006)                                      |
| România       | Locul 2 în Grupa a 6-a | 15 iunie 2014              | 9 (1994, 1996, 1998, 2000, 2002, 2004, 2008, 2010, 2012)        |
| Serbia        | Locul 2 în Grupa a 5-a | 15 iunie 2014              | 7 (2000, 2002, 2004, 2006, 2008, 2010, 2012)                    |
| Ucraina       | Locul 2 în Grupa 1     | 15 iunie 2014              | 10 (1994, 1996, 1998, 2000, 2002, 2004, 2006, 2008, 2010, 2012) |

1 Bold indică echipa campioană din acel an.

## Distribuție
Tragerea la sorți s-a desfășurat pe 19 iunie 2014, la ora locală 13:00, în Zagreb, Croația.
| Urna 1                                     | Urna a 2-a                               | Urna a 3-a                           | Urna a 4-a                                     |
| ------------------------------------------ | ---------------------------------------- | ------------------------------------ | ---------------------------------------------- |
| - Muntenegru - Norvegia - Ungaria - Suedia | - Danemarca - Germania - Franța - Spania | - Croația - Serbia - Rusia - România | - Ucraina - Polonia - Slovacia - Țările de Jos |

## Arbitri
Au fost selectate 12 perechi de arbitri:
| Arbitri   | Arbitri                                 |
| --------- | --------------------------------------- |
| Croația   | Dalibor Jurinović Marko Mrvica          |
| Cehia     | Jiří Opava Pavel Válek                  |
| Danemarca | Dennis Stenrand Anders Birch            |
| Franța    | Charlotte Bonaventura Julie Bonaventura |
| Germania  | Robert Schulze Tobias Tönnies           |
| Ungaria   | Péter Horvárth Balázs Márton            |

| Arbitri  | Arbitri                              |
| -------- | ------------------------------------ |
| Norvegia | Kjersti Arntsen Guro Røen            |
| România  | Diana-Carmen Florescu Anamaria Stoia |
| Rusia    | Evgheni Zotin Nikolai Volodkov       |
| Slovacia | Peter Brunovský Vladimír Čanda       |
| Spania   | Andreu Marín Ignacio García          |
| Turcia   | Kürșad Erdoğan İbrahim Özdeniz       |

## Grupele preliminare
Programul meciurilor a fost publicat pe 4 iunie 2014.
|  | Echipele calificate în grupele principale |
|  | Echipele eliminate                        |

### Grupa A
Meciurile s-au desfășurat la Győr
| Echipa  | M | V | E | Î | GM | GP | G   | Pct |
| ------- | - | - | - | - | -- | -- | --- | --- |
| Spania  | 3 | 3 | 0 | 0 | 81 | 72 | +9  | 6   |
| Ungaria | 3 | 1 | 1 | 1 | 84 | 79 | +5  | 3   |
| Polonia | 3 | 1 | 0 | 2 | 74 | 84 | −10 | 2   |
| Rusia   | 3 | 0 | 1 | 2 | 79 | 83 | −4  | 1   |

| 7 decembrie 2014 18:00 | Spania   | 29 – 22 | Polonia   | Audi Aréna, Győr Asistență: 3.500 Arbitri: Jurinović, Mrvica |
| 7 decembrie 2014 18:00 | Martín 9 | (16–13) | Kudłacz 6 | Audi Aréna, Győr Asistență: 3.500 Arbitri: Jurinović, Mrvica |
| 7 decembrie 2014 18:00 | 4× 3×    | Cronica | 3×        | Audi Aréna, Győr Asistență: 3.500 Arbitri: Jurinović, Mrvica |

| 7 decembrie 2014 20:30 | Ungaria    | 29 – 29 | Rusia       | Audi Aréna, Győr Asistență: 4.800 Arbitri: Brunovský, Čanda |
| 7 decembrie 2014 20:30 | Triscsuk 6 | (14–15) | Dmitrieva 7 | Audi Aréna, Győr Asistență: 4.800 Arbitri: Brunovský, Čanda |
| 7 decembrie 2014 20:30 | 5× 2×      | Cronica | 3×          | Audi Aréna, Győr Asistență: 4.800 Arbitri: Brunovský, Čanda |

| 9 decembrie 2014 18:15 | Rusia            | 24 – 25 | Spania   | Audi Aréna, Győr Asistență: 2.500 Arbitri: Erdoğan, Özdeniz |
| 9 decembrie 2014 18:15 | Kuznețova, Sen 5 | (14–13) | Martín 9 | Audi Aréna, Győr Asistență: 2.500 Arbitri: Erdoğan, Özdeniz |
| 9 decembrie 2014 18:15 | 5× 3×            | Cronica | 7× 2× 1× | Audi Aréna, Győr Asistență: 2.500 Arbitri: Erdoğan, Özdeniz |

| 9 decembrie 2014 20:30 | Polonia   | 23 – 29 | Ungaria         | Audi Aréna, Győr Asistență: 3.000 Arbitri: Opava, Válek |
| 9 decembrie 2014 20:30 | Kudłacz 7 | (7–14)  | Mayer, Tomori 6 | Audi Aréna, Győr Asistență: 3.000 Arbitri: Opava, Válek |
| 9 decembrie 2014 20:30 | 5× 4×     | Cronica | 4× 3×           | Audi Aréna, Győr Asistență: 3.000 Arbitri: Opava, Válek |

| 11 decembrie 2014 18:15 | Rusia             | 26 - 29 | Polonia   | Audi Aréna, Győr Asistență: 4.100 Arbitri: Schulze, Tönnies |
| 11 decembrie 2014 18:15 | Bliznova, Punko 7 | (11–13) | Kudłacz 9 | Audi Aréna, Győr Asistență: 4.100 Arbitri: Schulze, Tönnies |
| 11 decembrie 2014 18:15 | 5× 4×             | Cronica | 9× 3× 1×  | Audi Aréna, Győr Asistență: 4.100 Arbitri: Schulze, Tönnies |

| 11 decembrie 2014 20:30 | Ungaria            | 26 – 27 | Spania    | Audi Aréna, Győr Asistență: 4.800 Arbitri: Bonaventura, Bonaventura |
| 11 decembrie 2014 20:30 | Tomori, Triscsuk 6 | (13–13) | Martín 10 | Audi Aréna, Győr Asistență: 4.800 Arbitri: Bonaventura, Bonaventura |
| 11 decembrie 2014 20:30 | 2× 3×              | Cronica | 5× 3×     | Audi Aréna, Győr Asistență: 4.800 Arbitri: Bonaventura, Bonaventura |

### Grupa B
Meciurile s-au desfășurat la Debrețin
| Echipa    | M | V | E | Î | GM | GP | G   | Pct |
| --------- | - | - | - | - | -- | -- | --- | --- |
| Norvegia  | 3 | 3 | 0 | 0 | 88 | 63 | +25 | 6   |
| Danemarca | 3 | 1 | 1 | 1 | 82 | 79 | +3  | 3   |
| România   | 3 | 1 | 1 | 1 | 71 | 78 | −7  | 3   |
| Ucraina   | 3 | 0 | 0 | 3 | 68 | 89 | −21 | 0   |

| 7 decembrie 2014 18:15 | Norvegia  | 27 – 19 | România | Sala Főnix, Debrecen Asistență: 2.000 Arbitri: Bonaventura, Bonaventura |
| 7 decembrie 2014 18:15 | Oftedal 5 | (16–7)  | Neagu 7 | Sala Főnix, Debrecen Asistență: 2.000 Arbitri: Bonaventura, Bonaventura |
| 7 decembrie 2014 18:15 | 1× 3×     | Cronica | 4×      | Sala Főnix, Debrecen Asistență: 2.000 Arbitri: Bonaventura, Bonaventura |

| 7 decembrie 2014 20:30 | Danemarca  | 32 – 23 | Ucraina     | Sala Főnix, Debrecen Asistență: 1.500 Arbitri: Erdoğan, Özdeniz |
| 7 decembrie 2014 20:30 | Nørgaard 8 | (14–11) | Borșcenko 7 | Sala Főnix, Debrecen Asistență: 1.500 Arbitri: Erdoğan, Özdeniz |
| 7 decembrie 2014 20:30 | 5× 3×      | Cronica | 6× 4×       | Sala Főnix, Debrecen Asistență: 1.500 Arbitri: Erdoğan, Özdeniz |

| 9 decembrie 2014 18:15 | România           | 29 – 29 | Danemarca | Sala Főnix, Debrecen Asistență: 1.500 Arbitri: Brunovský, Čanda |
| 9 decembrie 2014 18:15 | Neagu, Țăcălie 10 | (16–12) | Fisker 8  | Sala Főnix, Debrecen Asistență: 1.500 Arbitri: Brunovský, Čanda |
| 9 decembrie 2014 18:15 | 4× 3×             | Cronica | 6× 3×     | Sala Főnix, Debrecen Asistență: 1.500 Arbitri: Brunovský, Čanda |

| 9 decembrie 2014 20:30 | Ucraina  | 23 – 34 | Norvegia        | Sala Főnix, Debrecen Asistență: 1.500 Arbitri: Schulze, Tönnies |
| 9 decembrie 2014 20:30 | Glibko 7 | (13–17) | Mørk, Solberg 6 | Sala Főnix, Debrecen Asistență: 1.500 Arbitri: Schulze, Tönnies |
| 9 decembrie 2014 20:30 | 5× 2×    | Cronica | 3× 1×           | Sala Főnix, Debrecen Asistență: 1.500 Arbitri: Schulze, Tönnies |

| 11 decembrie 2014 18:15 | România | 23 - 22 | Ucraina      | Sala Főnix, Debrecen Asistență: 2.200 Arbitri: Jurinović, Mrvica |
| 11 decembrie 2014 18:15 | Neagu 8 | (12–9)  | Borșcenko 10 | Sala Főnix, Debrecen Asistență: 2.200 Arbitri: Jurinović, Mrvica |
| 11 decembrie 2014 18:15 | 5× 3×   | Cronica | 3×           | Sala Főnix, Debrecen Asistență: 2.200 Arbitri: Jurinović, Mrvica |

| 11 decembrie 2014 20:30 | Norvegia | 27 – 21 | Danemarca            | Sala Főnix, Debrecen Asistență: 2.000 Arbitri: Opava, Válek |
| 11 decembrie 2014 20:30 | Løke 7   | (12–13) | Burgaard, Nørgaard 4 | Sala Főnix, Debrecen Asistență: 2.000 Arbitri: Opava, Válek |
| 11 decembrie 2014 20:30 | 3×       | Cronica | 3×                   | Sala Főnix, Debrecen Asistență: 2.000 Arbitri: Opava, Válek |

### Grupa C
Meciurile s-au desfășurat la Varaždin
| Echipa        | M | V | E | Î | GM | GP | G  | Pct |
| ------------- | - | - | - | - | -- | -- | -- | --- |
| Suedia        | 3 | 2 | 1 | 0 | 99 | 90 | +9 | 5   |
| Țările de Jos | 3 | 1 | 1 | 1 | 86 | 87 | −1 | 3   |
| Germania      | 3 | 1 | 0 | 2 | 84 | 92 | −8 | 2   |
| Croația       | 3 | 1 | 0 | 2 | 83 | 83 | 0  | 2   |

| 8 decembrie 2014 18:00 | Germania                | 26 - 29 | Țările de Jos | Arena Varaždin, Varaždin Asistență: 2.000 Arbitri: Horváth, Márton |
| 8 decembrie 2014 18:00 | Naidzinavicius, Huber 6 | (11-13) | Polman 7      | Arena Varaždin, Varaždin Asistență: 2.000 Arbitri: Horváth, Márton |
| 8 decembrie 2014 18:00 | 5× 2×                   | Cronica | 8× 2×         | Arena Varaždin, Varaždin Asistență: 2.000 Arbitri: Horváth, Márton |

| 8 decembrie 2014 20:15 | Suedia    | 30 – 28 | Croația          | Arena Varaždin, Varaždin Asistență: 3.400 Arbitri: Zotin, Volodkov |
| 8 decembrie 2014 20:15 | Gulldén 7 | (17–17) | Penezić, Zebić 6 | Arena Varaždin, Varaždin Asistență: 3.400 Arbitri: Zotin, Volodkov |
| 8 decembrie 2014 20:15 | 4× 3×     | Cronica | 3×               | Arena Varaždin, Varaždin Asistență: 3.400 Arbitri: Zotin, Volodkov |

| 10 decembrie 2014 18:00 | Țările de Jos | 30 – 30 | Suedia | Arena Varaždin, Varaždin Asistență: 1.500 Arbitri: Marín, García |
| 10 decembrie 2014 18:00 | Polman 10     | (14–14) | Odén 7 | Arena Varaždin, Varaždin Asistență: 1.500 Arbitri: Marín, García |
| 10 decembrie 2014 18:00 | 3×            | Cronica | 4× 3×  | Arena Varaždin, Varaždin Asistență: 1.500 Arbitri: Marín, García |

| 10 decembrie 2014 20:15 | Croația    | 24 – 26 | Germania             | Arena Varaždin, Varaždin Asistență: 3.000 Arbitri: Florescu, Stoia |
| 10 decembrie 2014 20:15 | Penezić 13 | (14–13) | Minevskaja, Müller 5 | Arena Varaždin, Varaždin Asistență: 3.000 Arbitri: Florescu, Stoia |
| 10 decembrie 2014 20:15 | 3×         | Cronica | 5× 3×                | Arena Varaždin, Varaždin Asistență: 3.000 Arbitri: Florescu, Stoia |

| 12 decembrie 2014 18:00 | Suedia     | 39 – 32 | Germania     | Arena Varaždin, Varaždin Asistență: 1.300 Arbitri: Stenrand, Birch |
| 12 decembrie 2014 18:00 | Gulldén 10 | (23–17) | Nadgornaja 9 | Arena Varaždin, Varaždin Asistență: 1.300 Arbitri: Stenrand, Birch |
| 12 decembrie 2014 18:00 | 4× 3×      | Cronica | 1× 3×        | Arena Varaždin, Varaždin Asistență: 1.300 Arbitri: Stenrand, Birch |

| 12 decembrie 2014 20:15 | Croația    | 31 – 27 | Țările de Jos     | Arena Varaždin, Varaždin Asistență: 3.000 Arbitri: Arntsen, Røen |
| 12 decembrie 2014 20:15 | Penezić 11 | (17–15) | Van der Heijden 5 | Arena Varaždin, Varaždin Asistență: 3.000 Arbitri: Arntsen, Røen |
| 12 decembrie 2014 20:15 | 5× 3×      | Cronica | 3× 2×             | Arena Varaždin, Varaždin Asistență: 3.000 Arbitri: Arntsen, Røen |

### Grupa D
Meciurile s-au desfășurat la Osijek
| Echipa     | M | V | E | Î | GM | GP | G   | Pct |
| ---------- | - | - | - | - | -- | -- | --- | --- |
| Franța     | 3 | 3 | 0 | 0 | 72 | 54 | +18 | 6   |
| Muntenegru | 3 | 2 | 0 | 1 | 70 | 67 | +3  | 4   |
| Slovacia   | 3 | 1 | 0 | 2 | 65 | 70 | −5  | 2   |
| Serbia     | 3 | 0 | 0 | 3 | 56 | 72 | −16 | 0   |

| 8 decembrie 2014 18:00 | Franța    | 21 - 18 | Slovacia              | Dvorana Gradski vrt, Osijek Asistență: 1.300 Arbitri: Birch, Stenrand |
| 8 decembrie 2014 18:00 | Dembélé 6 | (7-9)   | Školková, Trehubova 4 | Dvorana Gradski vrt, Osijek Asistență: 1.300 Arbitri: Birch, Stenrand |
| 8 decembrie 2014 18:00 | 4×        | Cronica | 3× 4×                 | Dvorana Gradski vrt, Osijek Asistență: 1.300 Arbitri: Birch, Stenrand |

| 8 decembrie 2014 20:15 | Muntenegru           | 22 - 19 | Serbia  | Dvorana Gradski vrt, Osijek Asistență: 2.200 Arbitri: Florescu, Stoia |
| 8 decembrie 2014 20:15 | Lazović, Bulatović 5 | (10–8)  | Lekić 6 | Dvorana Gradski vrt, Osijek Asistență: 2.200 Arbitri: Florescu, Stoia |
| 8 decembrie 2014 20:15 | 3× 4×                | Cronica | 1× 4×   | Dvorana Gradski vrt, Osijek Asistență: 2.200 Arbitri: Florescu, Stoia |

| 10 decembrie 2014 18:00 | Serbia                 | 16 – 27 | Franța      | Dvorana Gradski vrt, Osijek Asistență: 1.400 Arbitri: Horváth, Márton |
| 10 decembrie 2014 18:00 | Rajović, Stoiljković 4 | (3–11)  | Lacrabère 6 | Dvorana Gradski vrt, Osijek Asistență: 1.400 Arbitri: Horváth, Márton |
| 10 decembrie 2014 18:00 | 2×                     | Cronica | 7× 3× 1×    | Dvorana Gradski vrt, Osijek Asistență: 1.400 Arbitri: Horváth, Márton |

| 10 decembrie 2014 20:15 | Slovacia   | 24 – 28 | Muntenegru  | Dvorana Gradski vrt, Osijek Asistență: 1.900 Arbitri: Arntsen, Røen |
| 10 decembrie 2014 20:15 | Dubajová 5 | (10–20) | Radičević 6 | Dvorana Gradski vrt, Osijek Asistență: 1.900 Arbitri: Arntsen, Røen |
| 10 decembrie 2014 20:15 | 2× 3×      | Cronica | 5× 3×       | Dvorana Gradski vrt, Osijek Asistență: 1.900 Arbitri: Arntsen, Røen |

| 12 decembrie 2014 18:00 | Muntenegru | 20 – 24 | Franța   | Dvorana Gradski vrt, Osijek Asistență: 2.000 Arbitri: Zotin, Volodkov |
| 12 decembrie 2014 18:00 | Knežević 6 | (12–12) | Pineau 8 | Dvorana Gradski vrt, Osijek Asistență: 2.000 Arbitri: Zotin, Volodkov |
| 12 decembrie 2014 18:00 | 2× 3×      | Cronica | 5× 4×    | Dvorana Gradski vrt, Osijek Asistență: 2.000 Arbitri: Zotin, Volodkov |

| 12 decembrie 2014 20:15 | Serbia   | 21 – 23 | Slovacia     | Dvorana Gradski vrt, Osijek Asistență: 2.600 Arbitri: Marín, García |
| 12 decembrie 2014 20:15 | Cvijić 6 | (11–6)  | Jakubisová 8 | Dvorana Gradski vrt, Osijek Asistență: 2.600 Arbitri: Marín, García |
| 12 decembrie 2014 20:15 | 4× 3×    | Cronica | 4× 3× 1×     | Dvorana Gradski vrt, Osijek Asistență: 2.600 Arbitri: Marín, García |

## Grupele principale
|  | Echipele care au avansat în semifinale        |
|  | Echipele care au concurat pentru locurile 5-6 |
|  | Echipele eliminate                            |

### Grupa I
| Echipa    | M | V | E | Î | GM  | GP  | G   | Pct |
| --------- | - | - | - | - | --- | --- | --- | --- |
| Norvegia  | 5 | 4 | 0 | 1 | 134 | 119 | +15 | 8   |
| Spania    | 5 | 3 | 0 | 2 | 131 | 121 | +10 | 6   |
| Ungaria   | 5 | 3 | 0 | 2 | 124 | 117 | +7  | 6   |
| Danemarca | 5 | 2 | 1 | 2 | 123 | 124 | −1  | 5   |
| România   | 5 | 2 | 1 | 2 | 113 | 115 | −2  | 5   |
| Polonia   | 5 | 0 | 0 | 5 | 107 | 136 | −29 | 0   |

| 13 decembrie 2014 16:00 | Polonia    | 19 - 28 | Danemarca | Sala Főnix, Debrecen Asistență: 2.500 Arbitri: Erdoğan, Özdeniz |
| 13 decembrie 2014 16:00 | Siódmiak 5 | (9-9)   | Fisker 6  | Sala Főnix, Debrecen Asistență: 2.500 Arbitri: Erdoğan, Özdeniz |
| 13 decembrie 2014 16:00 | 3× 1×      | Cronica | 3× 2×     | Sala Főnix, Debrecen Asistență: 2.500 Arbitri: Erdoğan, Özdeniz |

| 13 decembrie 2014 18:15 | Spania | 26 - 29 | Norvegia     | Sala Főnix, Debrecen Asistență: 4.000 Arbitri: Jurinović, Mrvica |
| 13 decembrie 2014 18:15 | Pena 7 | (16-16) | Riegelhuth 7 | Sala Főnix, Debrecen Asistență: 4.000 Arbitri: Jurinović, Mrvica |
| 13 decembrie 2014 18:15 | 2×     | Cronica | 3× 2×        | Sala Főnix, Debrecen Asistență: 4.000 Arbitri: Jurinović, Mrvica |

| 13 decembrie 2014 20:30 | Ungaria                 | 20 - 19 | România | Sala Főnix, Debrecen Asistență: 5.370 Arbitri: Zotin, Volodkov |
| 13 decembrie 2014 20:30 | Triscsuk, Szucsánszki 4 | (10–8)  | Neagu 8 | Sala Főnix, Debrecen Asistență: 5.370 Arbitri: Zotin, Volodkov |
| 13 decembrie 2014 20:30 | 3×                      | Cronica | 6× 4×   | Sala Főnix, Debrecen Asistență: 5.370 Arbitri: Zotin, Volodkov |

| 15 decembrie 2014 16:00 | Spania         | 20 - 22 | România | Sala Főnix, Debrecen Asistență: 1.500 Arbitri: Brunovský, Čanda |
| 15 decembrie 2014 16:00 | Pinedo Sáenz 5 | (6-13)  | Neagu 7 | Sala Főnix, Debrecen Asistență: 1.500 Arbitri: Brunovský, Čanda |
| 15 decembrie 2014 16:00 | 1× 4×          | Cronica | 3× 4×   | Sala Főnix, Debrecen Asistență: 1.500 Arbitri: Brunovský, Čanda |

| 15 decembrie 2014 18:15 | Polonia  | 24 - 26 | Norvegia | Sala Főnix, Debrecen Asistență: 2.500 Arbitri: Schulze, Tönnies |
| 15 decembrie 2014 18:15 | Drabik 5 | (9-15)  | Mørk 11  | Sala Főnix, Debrecen Asistență: 2.500 Arbitri: Schulze, Tönnies |
| 15 decembrie 2014 18:15 | 3× 4×    | Cronica | 2× 4×    | Sala Főnix, Debrecen Asistență: 2.500 Arbitri: Schulze, Tönnies |

| 15 decembrie 2014 20:30 | Ungaria        | 20 - 23 | Danemarca   | Sala Főnix, Debrecen Asistență: 5.000 Arbitri: Bonaventura, Bonaventura |
| 15 decembrie 2014 20:30 | Tomori, Tóth 5 | (11-12) | Jørgensen 6 | Sala Főnix, Debrecen Asistență: 5.000 Arbitri: Bonaventura, Bonaventura |
| 15 decembrie 2014 20:30 | 3× 1×          | Cronica | 3× 2×       | Sala Főnix, Debrecen Asistență: 5.000 Arbitri: Bonaventura, Bonaventura |

| 17 decembrie 2014 16:00 | Polonia           | 19 – 24 | România | Sala Főnix, Debrecen Asistență: 1.200 Arbitri: Erdoğan, Özdeniz |
| 17 decembrie 2014 16:00 | cinci jucătoare 3 | (9–11)  | Neagu 9 | Sala Főnix, Debrecen Asistență: 1.200 Arbitri: Erdoğan, Özdeniz |
| 17 decembrie 2014 16:00 | 2× 4×             | Cronica | 3×      | Sala Főnix, Debrecen Asistență: 1.200 Arbitri: Erdoğan, Özdeniz |

| 17 decembrie 2014 16:00 | Spania    | 29 – 22 | Danemarca      | Sala Főnix, Debrecen Asistență: 3.000 Arbitri: Zotin, Volodkov |
| 17 decembrie 2014 16:00 | Barbosa 6 | (15–12) | L. Jørgensen 7 | Sala Főnix, Debrecen Asistență: 3.000 Arbitri: Zotin, Volodkov |
| 17 decembrie 2014 16:00 | 1× 3×     | Cronica | 4× 3×          | Sala Főnix, Debrecen Asistență: 3.000 Arbitri: Zotin, Volodkov |

| 17 decembrie 2014 20:30 | Ungaria  | 29 – 25 | Norvegia | Sala Főnix, Debrecen Asistență: 4.800 Arbitri: Jurinović, Mrvica |
| 17 decembrie 2014 20:30 | Bulath 6 | (15–11) | Løke 6   | Sala Főnix, Debrecen Asistență: 4.800 Arbitri: Jurinović, Mrvica |
| 17 decembrie 2014 20:30 | 5× 3×    | Cronica | 2×       | Sala Főnix, Debrecen Asistență: 4.800 Arbitri: Jurinović, Mrvica |

### Grupa a II-a
| Echipa        | M | V | E | Î | GM  | GP  | G   | Pct |
| ------------- | - | - | - | - | --- | --- | --- | --- |
| Muntenegru    | 5 | 4 | 0 | 1 | 136 | 124 | +12 | 8   |
| Suedia        | 5 | 3 | 1 | 1 | 158 | 140 | +18 | 7   |
| Franța        | 5 | 3 | 1 | 1 | 115 | 109 | +6  | 7   |
| Țările de Jos | 5 | 2 | 1 | 2 | 134 | 127 | +7  | 5   |
| Germania      | 5 | 1 | 1 | 3 | 138 | 141 | −3  | 3   |
| Slovacia      | 5 | 0 | 0 | 5 | 106 | 146 | −40 | 0   |

| 14 decembrie 2014 15:45 | Germania | 20 - 27 | Muntenegru | Arena Zagreb, Zagreb Asistență: 1.200 Arbitri: Opava, Válek |
| 14 decembrie 2014 15:45 | Zapf 6   | (10–12) | Knežević 8 | Arena Zagreb, Zagreb Asistență: 1.200 Arbitri: Opava, Válek |
| 14 decembrie 2014 15:45 | 5× 2×    | Cronica | 4× 3×      | Arena Zagreb, Zagreb Asistență: 1.200 Arbitri: Opava, Válek |

| 14 decembrie 2014 18:00 | Suedia   | 29 - 26 | Franța       | Arena Zagreb, Zagreb Asistență: 1.500 Arbitri: Marín, García |
| 14 decembrie 2014 18:00 | Hagman 7 | (12–14) | Lacrabère 10 | Arena Zagreb, Zagreb Asistență: 1.500 Arbitri: Marín, García |
| 14 decembrie 2014 18:00 | 4× 3×    | Cronica | 4× 2×        | Arena Zagreb, Zagreb Asistență: 1.500 Arbitri: Marín, García |

| 14 decembrie 2014 20:15 | Țările de Jos | 30 - 20 | Slovacia   | Arena Zagreb, Zagreb Asistență: 1.200 Arbitri: Arntsen, Røen |
| 14 decembrie 2014 20:15 | Polman 7      | (17–10) | Školková 6 | Arena Zagreb, Zagreb Asistență: 1.200 Arbitri: Arntsen, Røen |
| 14 decembrie 2014 20:15 | 3× 2×         | Cronica | 1× 3×      | Arena Zagreb, Zagreb Asistență: 1.200 Arbitri: Arntsen, Røen |

| 16 decembrie 2014 15:45 | Țările de Jos | 27 – 31 | Muntenegru      | Arena Zagreb, Zagreb Asistență: 1.500 Arbitri: Florescu, Stoia |
| 16 decembrie 2014 15:45 | Polman 8      | (13–15) | K. Bulatović 10 | Arena Zagreb, Zagreb Asistență: 1.500 Arbitri: Florescu, Stoia |
| 16 decembrie 2014 15:45 | 2× 3×         | Cronica | 5× 3×           | Arena Zagreb, Zagreb Asistență: 1.500 Arbitri: Florescu, Stoia |

| 16 decembrie 2014 18:00 | Suedia    | 31 – 22 | Slovacia   | Arena Zagreb, Zagreb Asistență: 1.300 Arbitri: Horváth, Márton |
| 16 decembrie 2014 18:00 | Gulldén 9 | (17–11) | Szarková 7 | Arena Zagreb, Zagreb Asistență: 1.300 Arbitri: Horváth, Márton |
| 16 decembrie 2014 18:00 | 5× 3×     | Cronica | 4× 2×      | Arena Zagreb, Zagreb Asistență: 1.300 Arbitri: Horváth, Márton |

| 16 decembrie 2014 20:15 | Germania  | 24 – 24 | Franța              | Arena Zagreb, Zagreb Asistență: 800 Arbitri: Stenrand, Birch |
| 16 decembrie 2014 20:15 | Geschke 9 | (13–10) | Baudouin, Dembélé 5 | Arena Zagreb, Zagreb Asistență: 800 Arbitri: Stenrand, Birch |
| 16 decembrie 2014 20:15 | 2×        | Cronica | 2× 4×               | Arena Zagreb, Zagreb Asistență: 800 Arbitri: Stenrand, Birch |

| 17 decembrie 2014 15:45 | Suedia    | 29 – 30 | Muntenegru  | Arena Zagreb, Zagreb Asistență: 1.000 Arbitri: Horváth, Márton |
| 17 decembrie 2014 15:45 | Gulldén 9 | (18–13) | Radičević 9 | Arena Zagreb, Zagreb Asistență: 1.000 Arbitri: Horváth, Márton |
| 17 decembrie 2014 15:45 | 4× 3×     | Cronica | 4× 3× 1×    | Arena Zagreb, Zagreb Asistență: 1.000 Arbitri: Horváth, Márton |

| 17 decembrie 2014 18:00 | Germania      | 36 - 22 | Slovacia   | Arena Zagreb, Zagreb Asistență: 600 Arbitri: Arntsen, Røen |
| 17 decembrie 2014 18:00 | Huber, Lang 6 | (17–10) | Dubajová 5 | Arena Zagreb, Zagreb Asistență: 600 Arbitri: Arntsen, Røen |
| 17 decembrie 2014 18:00 | 2×            | Cronica | 3× 2×      | Arena Zagreb, Zagreb Asistență: 600 Arbitri: Arntsen, Røen |

| 17 decembrie 2014 20:15 | Țările de Jos | 18 - 20 | Franța           | Arena Zagreb, Zagreb Asistență: 600 Arbitri: Opava, Válek |
| 17 decembrie 2014 20:15 | Groot 10      | (9–7)   | trei jucătoare 4 | Arena Zagreb, Zagreb Asistență: 600 Arbitri: Opava, Válek |
| 17 decembrie 2014 20:15 | 5× 3×         | Cronica | 6× 4×            | Arena Zagreb, Zagreb Asistență: 600 Arbitri: Opava, Válek |

## Fazele eliminatorii

### Schema
|  | Semifinalele | Semifinalele |    |              | Finala       | Finala |  |
|  |              |              |    |              |              |        |  |
|  | 19 decembrie |              |    |              |              |        |  |
|  | Norvegia     | 29           |    |              |              |        |  |
|  | Suedia       | 25           |    |              |              |        |  |
|  |              |              |    |              |              |        |  |
|  |              |              |    |              | 21 decembrie |        |  |
|  |              |              |    |              | Norvegia     | 28     |  |
|  |              | Spania       | 25 |              |              |        |  |
|  |              |              |    |              |              |        |  |
|  |              |              |    |              |              |        |  |
|  |              |              |    |              | Finala mică  |        |  |
|  | 19 decembrie | 19 decembrie |    | 21 decembrie | 21 decembrie |        |  |
|  | Muntenegru   | 18           |    | Suedia       | 25           |        |  |
|  | Spania       | 19           |    |              | Muntenegru   | 23     |  |

### Semifinalele
| 19 decembrie 2014 18:00 | Muntenegru  | 18 - 19 | Spania   | Sala Sporturilor László Papp, Budapesta Asistență: 3.500 Arbitri: Brunovský, Čanda |
| 19 decembrie 2014 18:00 | Radičević 6 | (8–13)  | Pinedo 5 | Sala Sporturilor László Papp, Budapesta Asistență: 3.500 Arbitri: Brunovský, Čanda |
| 19 decembrie 2014 18:00 | 1× 3×       | Cronica | 2× 1×    | Sala Sporturilor László Papp, Budapesta Asistență: 3.500 Arbitri: Brunovský, Čanda |

| 19 decembrie 2014 20:30 | Norvegia | 29 - 25 | Suedia    | Sala Sporturilor László Papp, Budapesta Asistență: 3.500 Arbitri: Jurinović, Mrvica |
| 19 decembrie 2014 20:30 | Løke 6   | (13–11) | Gulldén 9 | Sala Sporturilor László Papp, Budapesta Asistență: 3.500 Arbitri: Jurinović, Mrvica |
| 19 decembrie 2014 20:30 | 1× 2×    | Cronica | 1× 3×     | Sala Sporturilor László Papp, Budapesta Asistență: 3.500 Arbitri: Jurinović, Mrvica |

### Meciul pentru locurile 5-6
| 19 decembrie 2014 15:30 | Ungaria     | 25 - 26 | Franța      | Sala Sporturilor László Papp, Budapesta Asistență: 3.500 Arbitri: Opava, Válek |
| 19 decembrie 2014 15:30 | Triscsuk 10 | (13–16) | Nze Minko 7 | Sala Sporturilor László Papp, Budapesta Asistență: 3.500 Arbitri: Opava, Válek |
| 19 decembrie 2014 15:30 | 5× 3×       | Cronica | 3× 4×       | Sala Sporturilor László Papp, Budapesta Asistență: 3.500 Arbitri: Opava, Válek |

### Meciul pentru locurile 3-4
| 21 decembrie 2014 16:30 | Suedia    | 25 - 23 | Muntenegru     | Sala Sporturilor László Papp, Budapesta Asistență: 5.500 Arbitri: Arntsen, Røen |
| 21 decembrie 2014 16:30 | Gulldén 7 | (11–12) | K. Bulatović 8 | Sala Sporturilor László Papp, Budapesta Asistență: 5.500 Arbitri: Arntsen, Røen |
| 21 decembrie 2014 16:30 | 1× 2× 1×  | Cronica | 5× 3×          | Sala Sporturilor László Papp, Budapesta Asistență: 5.500 Arbitri: Arntsen, Røen |

### Finala
| 21 decembrie 2014 18:00 | Norvegia            | 28 - 25 | Spania  | Sala Sporturilor László Papp, Budapesta Asistență: 7.500 Arbitri: Bonaventura, Bonaventura |
| 21 decembrie 2014 18:00 | Riegelhuth Koren 10 | (10–12) | Pena 10 | Sala Sporturilor László Papp, Budapesta Asistență: 7.500 Arbitri: Bonaventura, Bonaventura |
| 21 decembrie 2014 18:00 | 4× 3×               | Cronica | 5× 4×   | Sala Sporturilor László Papp, Budapesta Asistență: 7.500 Arbitri: Bonaventura, Bonaventura |

## Clasamentul final
| 1  | Norvegia      |
| 2  | Spania        |
| 3  | Suedia        |
| 4  | Muntenegru    |
| 5  | Franța        |
| 6  | Ungaria       |
| 7  | Țările de Jos |
| 8  | Danemarca     |
| 9  | România       |
| 10 | Germania      |
| 11 | Polonia       |
| 12 | Slovacia      |
| 13 | Croația       |
| 14 | Rusia         |
| 15 | Serbia        |
| 16 | Ucraina       |

## Premii
Echipa ideală a competiției a fost anunțată pe 21 decembrie 2014.

### All-Star Team
- Portar:  Silje Solberg (NOR)
- Extremă dreapta:  Carmen Martín (ESP)
- Inter dreapta:  Nora Mørk (NOR)
- Centru:  Kristina Kristiansen (DEN)
- Inter stânga:  Cristina Neagu (ROU)
- Extremă stânga:  Maria Fisker (DEN)
- Pivot:  Heidi Løke (NOR)

### Alte premii
- Jucătoarea competiției (MVP):  Isabelle Gulldén (SWE)
- Cea mai bună apărătoare:  Sabina Jacobsen (SWE)

## Statistici
| Poz. | Nume                | Echipă     | Goluri | Șuturi | %   |
| ---- | ------------------- | ---------- | ------ | ------ | --- |
| 1    | Isabelle Gulldén    | Suedia     | 58     | 89     | 65% |
| 2    | Cristina Neagu      | România    | 49     | 97     | 51% |
| 3    | Carmen Martín       | Spania     | 46     | 65     | 71% |
| 4    | Katarina Bulatović  | Muntenegru | 44     | 86     | 51% |
| 5    | Nora Mørk           | Norvegia   | 41     | 69     | 59% |
| 6    | Krisztina Triscsuk  | Ungaria    | 39     | 53     | 74% |
| 7    | Nerea Pena          | Spania     | 38     | 61     | 62% |
| 8    | Alexandra Lacrabère | Franța     | 37     | 73     | 51% |
| 9    | Heidi Løke          | Norvegia   | 37     | 51     | 73% |
| 10   | Ida Odén            | Suedia     | 36     | 58     | 62% |

| Poz. | Nume                | Echipă     | %   | Parade | Șuturi |
| ---- | ------------------- | ---------- | --- | ------ | ------ |
| 1    | Silje Solberg       | Norvegia   | 41% | 94     | 227    |
| 2    | Paula Ungureanu     | România    | 40% | 80     | 198    |
| 3    | Katja Schülke       | Germania   | 39% | 56     | 142    |
| 4    | Éva Kiss            | Ungaria    | 38% | 72     | 188    |
| 4    | Sandra Toft         | Danemarca  | 38% | 62     | 163    |
| 6    | Amandine Leynaud    | Franța     | 36% | 56     | 157    |
| 6    | Silvia Navarro      | Spania     | 36% | 89     | 247    |
| 8    | Marina Vukčević     | Muntenegru | 34% | 21     | 62     |
| 8    | Marta Žderić        | Croația    | 34% | 27     | 80     |
| 10   | Sonja Barjaktarović | Muntenegru | 33% | 71     | 217    |